# Передмирский сельский совет (Лановецкий район)
Передмирский сельский совет (укр. Передмірська сільська рада) — входит в состав
Лановецкого района
Тернопольской области
Украины.
Административный центр сельского совета находится в 
с. Передмирка.

## Населённые пункты совета
- с. Передмирка